# 3 januari
3 januari is de 3de dag van het jaar in de gregoriaanse kalender. Hierna volgen nog 362 dagen (363 dagen in een schrikkeljaar) tot het einde van het jaar.

## Gebeurtenissen
- Algemeen
  - 1566 - Filips II van Nassau-Wiesbaden wordt opgevolgd door zijn broer Balthasar.
  - 1976 - Een uitzonderlijk zware storm raast over West-Europa: langs de hele Noordzeekust heerst de alarmtoestand. De toren van de Bonifatiuskerk te Leeuwarden waait eraf. In de Belgische provincie Antwerpen zijn er zware overstromingen, onder andere in Ruisbroek.
  - 2004 - Vlucht 604, een Boeing 737-vlucht van het Egyptische Flash Airlines, stort neer in de Rode Zee, met 148 doden tot gevolg.[1]
  - 2018 - In Nederland gaan naar aanleiding van een westerstorm voor het eerst alle stormvloedkeringen tegelijk dicht.
  - 2025 - In Rotterdam is een 24-jarige man opgepakt die verdacht wordt van het vermoorden van drie mannen. De seriemoordenaar schoot de afgelopen weken willekeurige burgers door het hoofd.
- Economie
  - 2008 - De olieprijs komt voor het eerst boven 100 dollar per vat.[2]

- Gezondheid
  - 2008 - Het Britse farmaceutisch bedrijf GlaxoSmithKline heeft een vaccin tegen het vogelgriepvirus H5N1 ontwikkeld.

- Kunst en cultuur
  - 1638 - De Schouwburg van Van Campen wordt geopend. Op het affiche daarbij staat het treurspel Gijsbrecht van Aemstel van Vondel.[2]

- Media
  - 1994 - De eerste uitzending van de soap Onderweg naar Morgen is op de Nederlandse commerciële televisie.
  - 2000 - Het laatste originele Peanuts-stripverhaal wordt gepubliceerd.
  - 2003 - David Dehenauw is voor het eerst als weerman te zien op de Belgische televisiezender VTM.[3]
  - 2021 - De eerste aflevering van Beat the Champions wordt uitgezonden.

- Oorlog
  - 1862 - Slag bij Cockpit Point in Prince William County, Virginia (Amerikaanse Burgeroorlog).
  - 1942 - Oprichting van het ABDA-commando in de Grote Oceaan: een samenvoeging van de Amerikaanse, Britse, Nederlandse en Australische strijdkrachten in Oost-Azië komen onder bevel van generaal Archibald Wavell.
  - 1990 - Ex-dictator van Panama, Manuel Noriega, geeft zich over aan Amerikaanse troepen.
  - 1992 - Tijdens de staatsgreep komen twee mensen om het leven en raken verscheidene gewond bij een demonstratie in de Georgische hoofdstad Tbilisi als onbekenden het vuur openen op aanhangers van de al meer dan tien dagen door milities ingesloten president Zviad Gamsachoerdia.
  - 1993 - Bij zware gevechten tussen regeringstroepen en strijders van UNITA in het zuidwesten van Angola vallen enige honderden doden. De strijd concentreert zich in en rondom de stad Lubango.
  - 2010 - Bij gevechten in de Somalische stad Dhuusa Marreeb vallen zeker 47 doden en honderd gewonden.
  - 2020 - Bij een luchtaanval van de Verenigde Staten op de luchthaven van de Iraakse hoofdstad Bagdad wordt de Iraanse generaal Qassem Soleimani gedood. Dit leidt tot grote onrust in het Midden-Oosten.[4]
  - 2024 - In de stad Kerman (Iran) wordt een aanslag gepleegd dicht bij de begraafplaats waar een herdenkingsceremonie voor de vier jaar eerder gedode topgeneraal Qassem Soleimani wordt gehouden. Er vallen tientallen doden.[5] IS eist de aanslag op.[6] (Lees verder)

- Politiek
  - 69 - In Colonia Claudia Ara Agrippinensium (Keulen) roepen de Germaanse legioenen Aulus Vitellius Germanicus uit tot hun keizer.[2]
  - 193 - In Rome proberen senatoren in het keizerlijke paleis een staatsgreep te plegen, maar deze wordt door de pretoriaanse garde verijdeld.
  - 1356 - De Brabantse steden sluiten de allereerste Blijde Inkomst met het hertogelijk paar Johanna en Wenceslaus.
  - 1833 - Groot-Brittannië neemt de controle over de Falklandeilanden.[2]
  - 1925 - Benito Mussolini kondigt aan dat hij de dictator wordt van Italië.[2]
  - 1926 - Generaal Theodoros Pangalos benoemt zichzelf tot dictator van Griekenland.
  - 1950 - In Egypte behalen de Wafdisten bij de verkiezingen een grote overwinning. In het parlement verkrijgen zij 225 van de 319 zetels.
  - 1958 - De West-Indische Federatie wordt opgericht.
  - 1959 - Alaska ratificeert de Grondwet van de Verenigde Staten van Amerika en treedt toe tot de Unie als 49e staat. President Eisenhower beslist bij decreet dat de vlag 7 horizontaal en verticaal verspringende rijen met elk 7 sterren krijgt.[7]
  - 1961 - De Verenigde Staten beëindigt alle diplomatieke relaties met Cuba.[2]
  - 1984 - President Habib Bourguiba roept de noodtoestand uit in Tunesië na dagen van ernstige ongeregeldheden vanwege de verdubbeling van de broodprijs.
  - 1992 - Het regeringsleger van Tsjaad onderneemt in het westen van het land een aanval tegen de opstandelingen van de voormalige president Hissène Habré.
  - 1999 - Paul van Buitenen, ambtenaar bij de Europese financiële controledienst, wordt door de Europese Commissie geschorst. Hij brengt de Europese commissarissen Édith Cresson en Manuel Marin in opspraak.
  - 2008 - Barack Obama wint als eerste Afro-Amerikaan de voorverkiezingen in de staat Iowa van Amerikaanse presidentsverkiezingen van 2008.
  - 2014 - Hery Rajaonarimampianina wint de presidentsverkiezingen op Madagaskar met 53,5 procent van de stemmen.

- Religie
  - 1521 - Maarten Luther en zijn volgelingen worden door paus Leo X geëxcommuniceerd met de pauselijke bul Decet Romanum Pontificem.[2]
  - 1961 - Oprichting van de rooms-katholieke Bisschoppelijke Hiërarchie in Indonesië met zeven aartsbisdommen en 21 bisdommen.
  - 1961 - Basutoland wordt een zelfstandige rooms-katholieke kerkprovincie met het Aartsbisdom Maseru, het Bisdom Leribe en het nieuwe Bisdom Qacha's Nek.
  - 1962 - Paus Johannes XXIII excommuniceert Fidel Castro.

- Sport

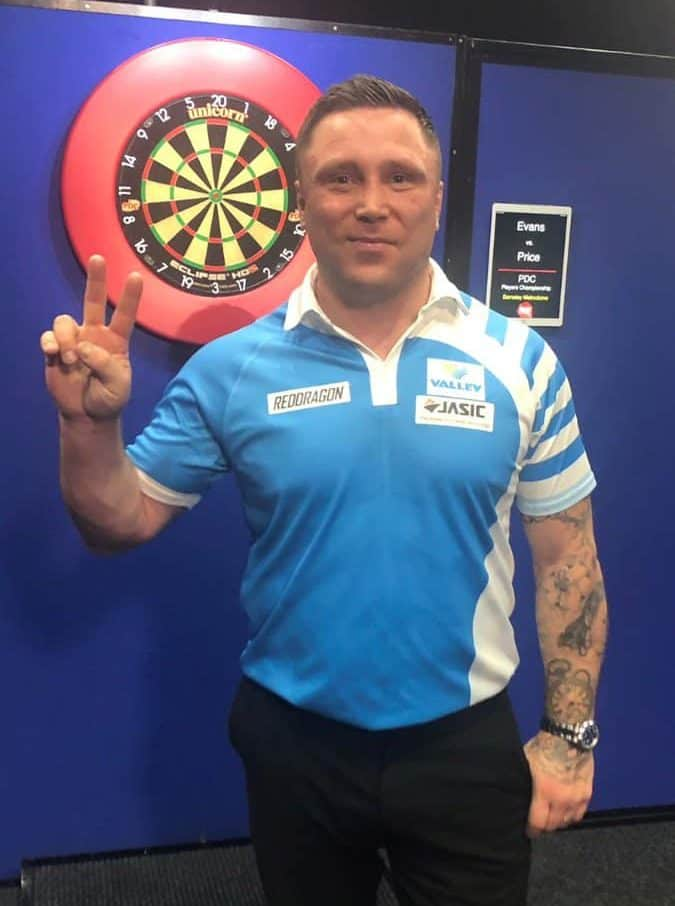
Gerwyn Price, WK Darts 2021

  - 1991 - Rudy Dhaenens wordt in België uitgeroepen tot sportman van het jaar. De wereldkampioen wielrennen op de weg krijgt 467 stemmen. Voetballer Enzo Scifo en wereldkampioen motocross Eric Geboers eindigen als tweede en derde met respectievelijk 231 en 205 punten. Tennisster Sabine Appelmans, die op de wereldranglijst van de 147ste naar de 22ste plaats steeg, wordt sportvrouw van het jaar.
  - 1994 - Franziska van Almsick, zesvoudig Europees zwemkampioene, wordt door de Vereniging van Europese Sportjournalisten (UEPS) tot Europese Sportvrouw van het Jaar gekozen, voor de Britse wereldkampioene horden Sally Gunnell en de Duitse tennisster Steffi Graf. Bij de mannen gaat de eretitel naar sprinter Linford Christie, voor drievoudig Tourwinnaar Miguel Indurain en hordeloper Colin Jackson.
  - 2021 - Gerwyn Price is de nieuwe wereldkampioen darts en ook de nieuwe nummer 1 van de wereld. “Iceman” wint in de finale van Gary Anderson.
  - 2022 - Peter Wright kroont zichzelf tot wereldkampioen darts door in de finale van het PDC World Darts Championship met 7-5 in sets te winnen van Michael Smith.[8]
  - 2023 - Michael Smith is na meerdere verloren finales nu wel wereldkampioen darts, hij verslaat Michael van Gerwen met 7-4.[9]
  - 2024 - In Innsbruck (Oostenrijk) wint de Oostenrijker Jan Hörl de derde wedstrijd van de 72ste Vierschansentournee. De Japanner Ryōyū Kobayashi wordt tweede en de Oostenrijkse skispringer Michael Hayböck die houder is van het schansrecord, wordt derde.[10]
  - 2024 - Luke Humphries wint voor het eerst het PDC World Darts Championship. Hij verslaat Luke Littler met 7-4 in de finale.[11]
  - 2025 - Luke Littler wint voor het eerst het PDC World Darts Championship. Hij verslaat Michael van Gerwen met 7-3 in de finale. Als 17-jarige wordt hij de jongste PDC-wereldkampioen ooit.[12]
- Wetenschap en technologie
  - 1919 - Ernest Rutherford slaagt erin een atoom te splitsen.[2]
  - 1957 - Het eerste elektronische horloge, de Hamilton Electric, komt op de markt.
  - 1977 - Apple Inc. wordt een officieel geregistreerde bedrijfsvorm.[2] Dit voor meer zekerheid en veiligheid.
  - 1999 - De NASA lanceert op Cape Canaveral de onbemande Mars Polar Lander, die op Mars op zoek moet gaan naar water (ijs).
  - 2004 - Landing van NASA's Spirit rover op de planeet Mars.[13]
  - 2019 - Het Chinese ruimtevaartuig Chang'e 4 landt op de achterkant van de maan.
  - 2023 - Lancering van een Falcon 9 raket van SpaceX vanaf Kennedy Space Center Lanceercomplex 40 voor de Transporter 6 missie met 114 ladingen waaronder cubesats, microsats, picosats en orbital transfer vehicles, die op een later tijdstip nog satellieten zullen lanceren. Het is de 200e missie van het bedrijf.[14][15]
  - 2023 - De planetoïde (64) Angelina is in oppositie met de zon.[16]
  - 2024 - Lancering van een Falcon 9 raket van SpaceX vanaf Vandenberg Space Force Base SLC-4E voor de Starlink group 7-9 missie met 21 Starlink satellieten.[17]

## Geboren

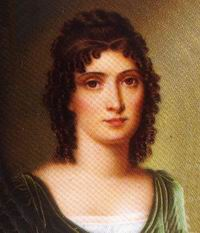
Elisa Bonaparte
geboren in 1777

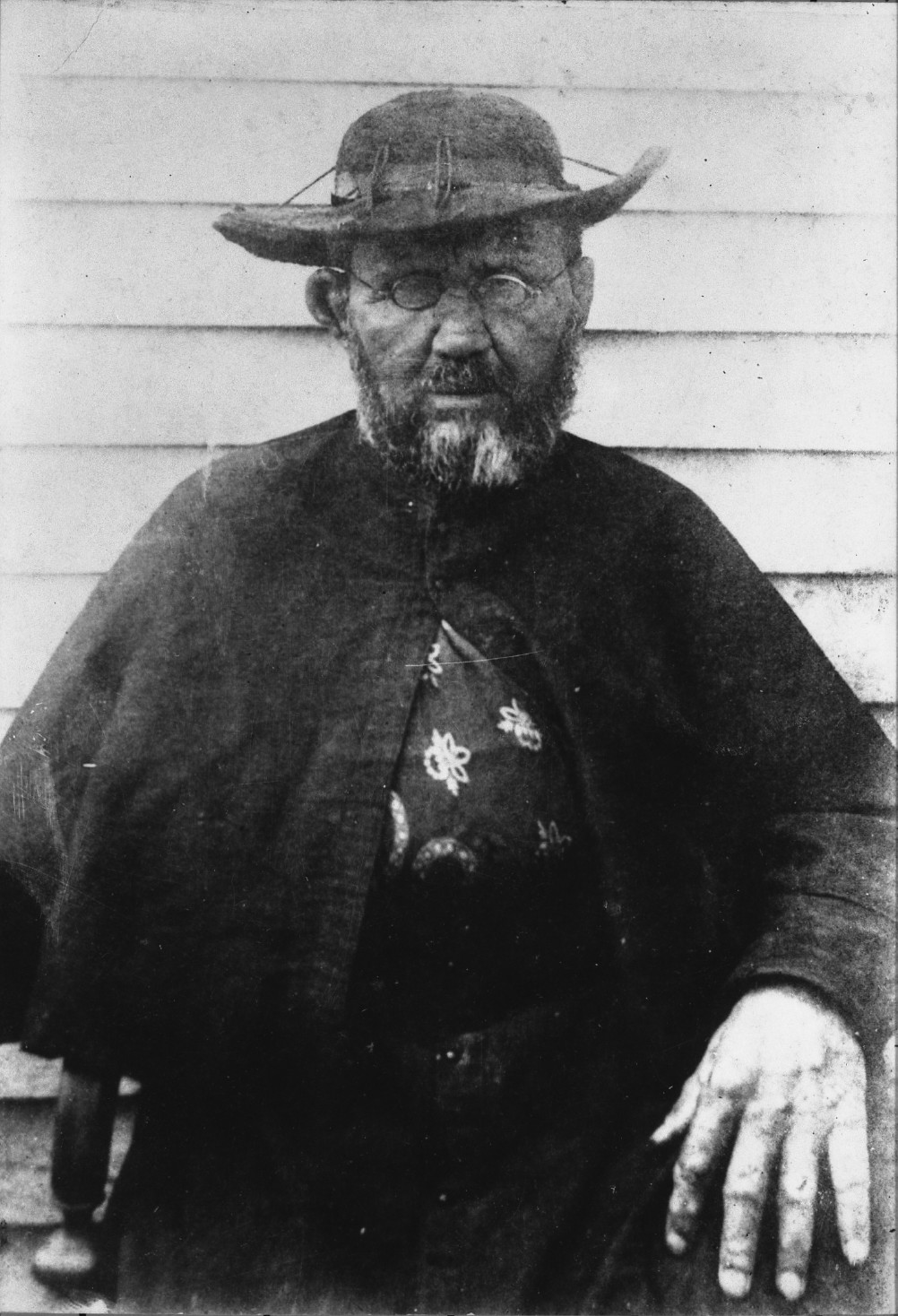
Pater Damiaan
geboren in 1840

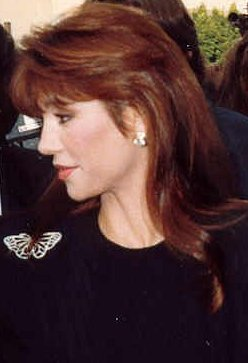
Victoria Principal
geboren in 1950

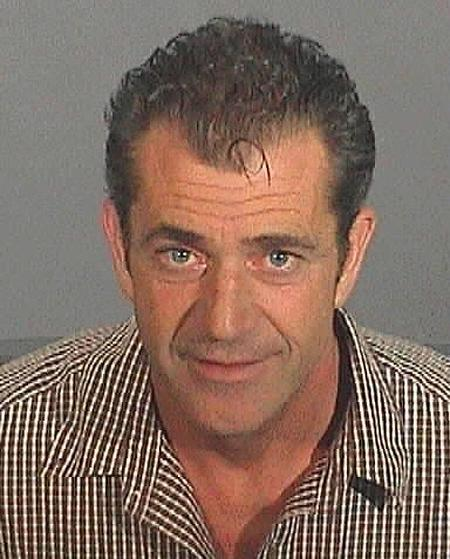
Mel Gibson
geboren in 1956

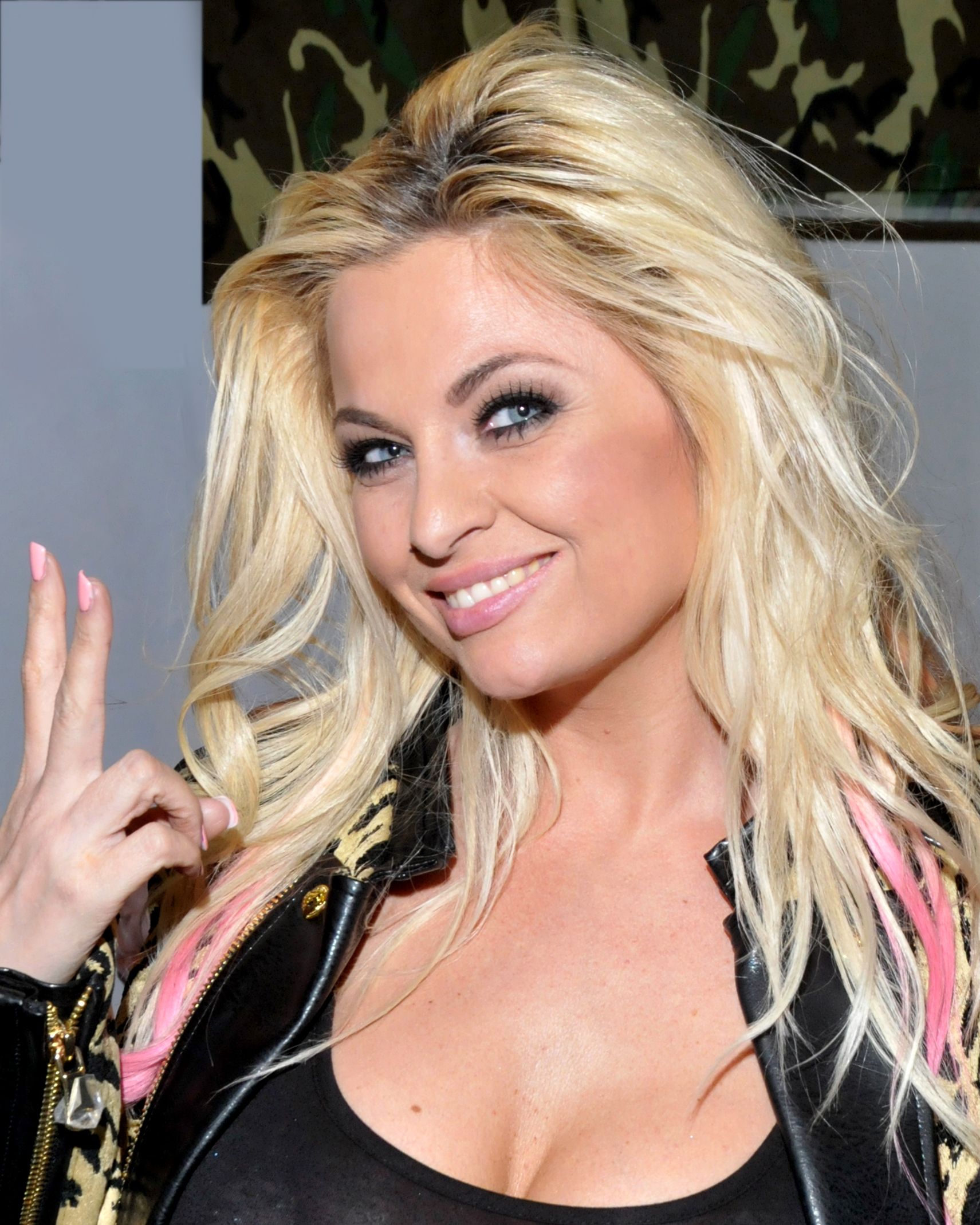
Bobbi Eden
geboren in 1980

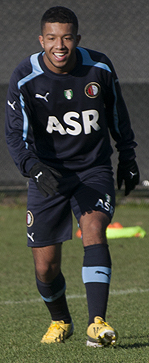
Tonny Vilhena
geboren in 1995

- 106 v.Chr. - Cicero, Romeins staatsman en filosoof (overleden 43 v.Chr.)
- 1680 - Johann Baptist Zimmermann, Duits schilder (overleden 1758)
- 1730 - Charles Palissot de Montenoy, Frans schrijver (overleden 1814)
- 1745 - Lodewijk van Nassau-Saarbrücken, vorst van Nassau-Saarbrücken (overleden 1794)
- 1757 - Johann Abraham Sixt, Duits componist (overleden 1797)
- 1777 - Elisa Bonaparte, jongere zuster van Napoleon Bonaparte (overleden 1820)
- 1785 - Carl Adolph Agardh, Zweeds botanicus en fycoloog en bisschop van Karlstad (overleden 1859)
- 1786 - Lodewijk Roelandt, Belgisch architect (overleden 1864)
- 1823 - Jacques-Nicolas Lemmens, Belgisch componist en organist (overleden 1881)
- 1823 - Heinrich Gustav Reichenbach, Duits botanicus (overleden 1889)
- 1829 - Konrad Duden, Duits lexicograaf (overleden 1911)
- 1840 - Pater Damiaan, Belgisch missionaris-priester in Hawaï (overleden 1889)
- 1861 - William Renshaw, Brits tennisser (overleden 1904)
- 1863 - Olaf Jørgensen, Noors organist en componist (overleden 1926)
- 1863 - Gustaaf Lamerant, Belgisch rooms-katholiek priester en schrijver (overleden 1953)
- 1883 - Clement Attlee, Brits politicus (overleden 1967)
- 1885 - Annie Forsyth Wyatt, Australische activiste, ecologiste en Rode Kruis-medewerkster (overleden 1961)
- 1887 - Nicolás Fasolino, Argentijns kardinaal-aartsbisschop van Santa Fe (overleden 1969)
- 1887 - August Macke, Duits expressionistisch kunstschilder (overleden 1914)
- 1892 - Herman Johannes Lam, Nederlands botanicus (overleden 1977)
- 1892 - J.R.R. Tolkien, Brits schrijver (overleden 1973)
- 1895 - Jan Kijne, Nederlands verzetsstrijder (overleden 1941)
- 1897 - Pola Negri, Pools actrice (overleden 1987)
- 1900 - Maurice Jaubert, Frans componist (overleden 1940)
- 1901 - Ngô Đình Diệm, president van Zuid-Vietnam (overleden 1963)
- 1903 - Charles Foulkes, Canadees militair (overleden 1969)
- 1904 - Jan Jongebreur, Nederlands verzetsstrijder (overleden 1942)
- 1905 - Ray Milland, Welsh acteur en filmregisseur (overleden 1986)
- 1909 - Victor Borge, Deens pianist en entertainer (overleden 2000)
- 1909 - Friedrich Engel, Duits oorlogsmisdadiger (overleden 2006)
- 1910 - Reind Brouwer, Nederlands schrijver (overleden 1983)
- 1911 - Joseph Rauh, Amerikaans mensenrechtenadvocaat (overleden 1992)
- 1914 - Martin Friedrich Jehle, Duits pianobouwer (overleden 1982)
- 1914 - Jean Louël, Belgisch componist (overleden 2005)
- 1915 - Genoveva Matute, Filipijns schrijfster (overleden 2009)
- 1915 - Mady Rahl, Duits actrice (overleden 2009)
- 1915 - Joe Sostilio, Amerikaans autocoureur (overleden 2000)
- 1916 - Kees van Moorsel, Nederlands kunstenaar (overleden 1981)
- 1917 - Albert Mol, Nederlands acteur (overleden 2004)
- 1918 - Allen Heath, Canadees autocoureur (overleden 1981)
- 1919 - Henk Sprenger, Nederlands striptekenaar (overleden 2005)
- 1921 - Gunnar Eriksson, Zweeds langlaufer (overleden 1982)
- 1921 - Bill Gold, Amerikaans grafisch ontwerper (overleden 2018)
- 1921 - Newton Strandberg, Amerikaans componist (overleden 2001)
- 1921 - André Willequet, Belgisch beeldhouwer (overleden 1998)
- 1922 - Henk Slijper, Nederlands schilder, (vogel)tekenaar en valkenier (overleden 2007)
- 1922 - Reintje Venema, Nederlands tekenares en illustratrice (overleden 2014)
- 1924 - André Franquin, Belgisch striptekenaar (overleden 1997)
- 1926 - Ninel Kroetova, Oekraïens schoonspringster
- 1926 - George Martin, Engels platenproducer (overleden 2016)
- 1928 - Al Belletto, Amerikaans jazzsaxofonist en -klarinettist (overleden 2014)
- 1929 - Sergio Leone, Italiaans filmregisseur (overleden 1989)
- 1929 - Theo Mols, Nederlands glazenier, mozaïekkunstenaar, schilder, tekenaar en textielkunstenaar (overleden 2010)
- 1929 - Gordon Moore, Amerikaans ondernemer; medeoprichter van Intel (overleden 2023)
- 1930 - Robert Loggia, Amerikaans acteur en regisseur (overleden 2015)
- 1931 - Carl McVoy, Amerikaans pianist (overleden 1992)
- 1932 - Dabney Coleman, Amerikaans acteur (overleden 2024)
- 1933 - Cor Kalfsbeek, Nederlands architect
- 1935 - Giovanni Lajolo, Italiaans kardinaal
- 1936 - Louis De Clerck, Belgisch atleet (overleden 2018)
- 1936 - Richard Nonas, Amerikaans beeldhouwer en installatiekunstenaar (overleden 2021)
- 1937 - Glen A. Larson, Amerikaans schrijver van televisieseries en televisieproducent (overleden 2014)
- 1937 - Niceas Schamp, Belgisch hoogleraar, buitengewoon hoogleraar, licentiaat en voorzitter
- 1938 - Tom Bower, Amerikaans acteur en filmproducent (overleden 2024)
- 1938 - Ernst Künnecke, Duits voetballer en voetbalcoach (overleden 2002)
- 1938 - Ies Vorst, Nederlands rabbijn (overleden 2023)
- 1939 - Arik Einstein, Israëlisch zanger, film- en televisieacteur en tekstdichter (overleden 2013)
- 1939 - Bobby Hull, Canadees ijshockeyspeler (overleden 2023)
- 1939 - Ruben Reyes, Filipijns rechter (overleden 2021)
- 1940 - Thelma Schoonmaker, Amerikaans filmeditor
- 1941 - Dirk S. Donker, Nederlands organist en beiaardier
- 1942 - Wilma Burgers-Gerritsen, Nederlands beeldhouwer (overleden 1993)
- 1942 - László Sólyom, Hongaars politicus; president van 2005 tot 2010 (overleden 2023)
- 1942 - John Thaw, Brits acteur (overleden 2002)
- 1943 - Lieven Lenaerts, Belgisch politicus
- 1943 - Max Morton, Brits kunstschilder (overleden 2021)
- 1943 - Wim Verreycken, Belgisch politicus
- 1944 - Ramiro Blacutt, Boliviaans voetballer en voetbalcoach (overleden 2024)
- 1944 - Felix Sperans, Belgisch schrijver
- 1944 - Elsje de Wijn, Nederlands actrice
- 1945 - Stephen Stills, Amerikaans muzikant
- 1946 - Ursul de Geer, Nederlands presentator, regisseur en televisiemaker (overleden 2020)
- 1946 - John Paul Jones, Engels bassist
- 1946 - Dirk Ayelt Kooiman, Nederlands schrijver (overleden 2018)
- 1947 - Jan Kamminga, Nederlands bestuurder
- 1947 - Øyvind Westby, Noors componist
- 1948 - Manfred Kokot, Duits atleet
- 1948 - Alain Pierre, Belgisch componist (overleden 2024)
- 1948 - Martin Rushent, Engels muziekproducent (overleden 2011)
- 1950 - Victoria Principal, Amerikaans actrice
- 1951 - Ans Gravesteijn, Nederlands roeister
- 1952 - Esperanza Aguirre, Spaans politica
- 1952 - Henk Krist, Nederlands kunstschilder en pianist
- 1953 - Angelo Parisi, Brits/Frans judoka
- 1954 - Pieter Endedijk, Nederlands predikant en schrijver
- 1956 - Mel Gibson, Amerikaans acteur, filmregisseur en -producent
- 1956 - Herman Van Molle, Belgisch presentator
- 1957 - Héctor Hoffens, Chileens voetballer
- 1958 - Alex Blanchard, Surinaams-Nederlands bokser
- 1958 - Max Westerman, Nederlands (televisie)journalist
- 1958 - François Willems, Belgisch atleet
- 1959 - Alessandro Andrei, Italiaans atleet
- 1960 - Washington César Santos, Braziliaans voetballer (overleden 2014)
- 1961 - Česlovas Kundrotas, Litouws atleet
- 1963 - Merrilyn Gann, Canadees actrice en stemactrice
- 1963 - Jeroen Smit, Nederlands bedrijfskundige en journalist
- 1964 - John Bogers, Nederlands wielrenner
- 1964 - Jan Robbins, Welsh dartster
- 1966 - Frank Van Den Abeele, Belgisch wielrenner
- 1967 - Magnus Gustafsson, Zweeds tennisser
- 1967 - Sam Lok, Hongkongs autocoureur
- 1968 - Kent Carlsson, Zweeds tennisser
- 1968 - Matthias Temmermans, Belgisch regisseur
- 1968 - Tine Van den Brande, Belgisch actrice
- 1969 - Michael Schumacher, Duits autocoureur
- 1969 - Ben Tiggelaar, Nederlands bedrijfskundige
- 1970 - Álvaro González de Galdeano, Spaans wielrenner
- 1970 - Matt Ross, Amerikaans acteur, filmproducent, filmregisseur en scenarioschrijver
- 1971 - Shireen Abu Akleh, Palestijns journaliste (overleden 2022)
- 1971 - Sarah Alexander, Brits actrice
- 1971 - Jens Reno Møller, Deens autocoureur
- 1971 - René van Rijswijk, Nederlands voetballer
- 1972 - Vladimir Kokol, Sloveens voetballer
- 1973 - Mikhail Zaritskiy, Russisch-Luxemburgs voetballer
- 1974 - Claude Croes, Belgisch politicus
- 1974 - Robert-Jan Derksen, Nederlands golfer
- 1974 - Mike Ireland, Canadees schaatser
- 1974 - Alessandro Petacchi, Italiaans wielrenner
- 1974 - Faat Zakirov, Russisch wielrenner
- 1975 - Thomas Bangalter, Frans musicus
- 1975 - Lisa Misipeka, Amerikaans-Samoaans atlete
- 1976 - Angelos Basinas, Grieks voetballer
- 1976 - Nicholas Gonzalez, Amerikaans acteur en filmproducent
- 1977 - Lee Bowyer, Engels voetballer
- 1977 - Jop Nieuwenhuizen, Nederlands zanger
- 1978 - Stefan Adamsson, Zweeds wielrenner
- 1978 - Gerald Asamoah, Duits voetballer
- 1978 - Ladj Ly, (Malinees-)Frans filmregisseur en scenarioschrijver
- 1979 - Christof Dierick, Belgisch voetbalscheidsrechter
- 1979 - Kate Levering, Amerikaans actrice
- 1979 - Dina Tersago, Belgisch presentatrice
- 1979 - Koit Toome, Ests zanger en musicalacteur
- 1980 - Mindaugas Barauskas, Litouws darter
- 1980 - Bryan Clay, Amerikaans atleet
- 1980 - Bobbi Eden, Nederlands columniste en pornoactrice
- 1980 - Andy Furtado, Costa Ricaans voetballer
- 1980 - Gerry Koning, Nederlands voetballer
- 1980 - Federico Luzzi, Italiaans tennisser (overleden 2008)
- 1981 - Chris Blais, Amerikaans motorcrosser
- 1981 - Cristian Deville, Italiaans alpineskiër
- 1982 - Lasse Nilsson, Zweeds voetballer
- 1983 - Youness Bengelloun, Marokkaans-Frans voetballer
- 1983 - Maarten Larmuseau, Belgisch geneticus
- 1983 - Stephanie Van Houtven, Belgisch politica (overleden 2023)
- 1983 - Marie Vinck, Belgisch actrice
- 1984 - Dennis, Nederlands zangeres
- 1984 - Maximilian Mechler, Duits schansspringer
- 1984 - Thomas Mermillod Blondin, Frans alpineskiër
- 1985 - Merab Gagoenasjvili, Georgisch schaker
- 1986 - Nejc Pečnik, Sloveens voetballer
- 1986 - Lloyd Polite Jr., Amerikaans zanger
- 1986 - Guy Tchingoma, Gabonees voetballer (overleden 2008)
- 1987 - Angela Fong, Amerikaans model en professioneel worstelaarster
- 1988 - Jonny Evans, Noord-Iers voetballer
- 1988 - Joseph Gitau, Keniaans atleet
- 1988 - Arda Kardeşler, Turks voetbalscheidsrechter
- 1989 - Frédéric Frans, Belgisch voetballer
- 1989 - Alex D. Linz, Amerikaans acteur
- 1989 - Hovig Demirjian, Cypriotisch zanger
- 1989 - Kōhei Uchimura, Japans turner
- 1990 - Grant Evans, Schots voetballer
- 1991 - Jerson Cabral, Nederlands voetballer
- 1993 - Bruno Pelissari, Braziliaans voetballer
- 1993 - Shi Jinglin, Chinees zwemster
- 1994 - Stine Ballisager Pedersen, Deens voetbalster
- 1994 - Rafik El Hamdi, Nederlands voetballer
- 1995 - Tonny Vilhena, Nederlands voetballer
- 1996 - Gunnar Bentz, Amerikaans zwemmer
- 1996 - Naomi Van Den Broeck, Belgisch atlete
- 1996 - Florence Pugh, Engels actrice
- 1997 - Markéta Davidová, Tsjechisch biatlete
- 1997 - Salif Dramé, Frans-Senegalees voetballer
- 1997 - Anna Gasper, Duits voetbalster
- 1997 - Lucas Schoofs, Belgisch voetballer
- 1997 - Fodé Ballo-Touré, Frans voetballer
- 1999 - Amaia Romero, Spaans zangeres
- 1999 - Georgia Stanway, Engels voetbalster
- 1999 - Jorieke Sterken, Nederlands zangeres
- 2000 - Samya Hassani, Nederlands voetbalster
- 2000 - Tommy St. Jago, Nederlands voetballer
- 2001 - Deni Avdija, Israëlisch basketballer
- 2003 - Greta Thunberg, Zweeds klimaatactiviste
- 2004 - Miha Fontaine, Canadees freestyleskiër
- 2008 - Raegan Revord, Amerikaans actrice

## Overleden

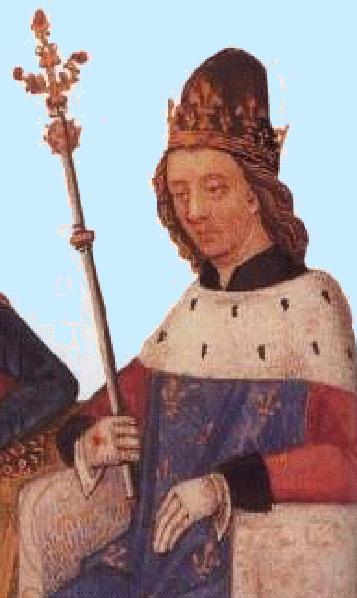
Filips V van Frankrijk
overleden in 1322

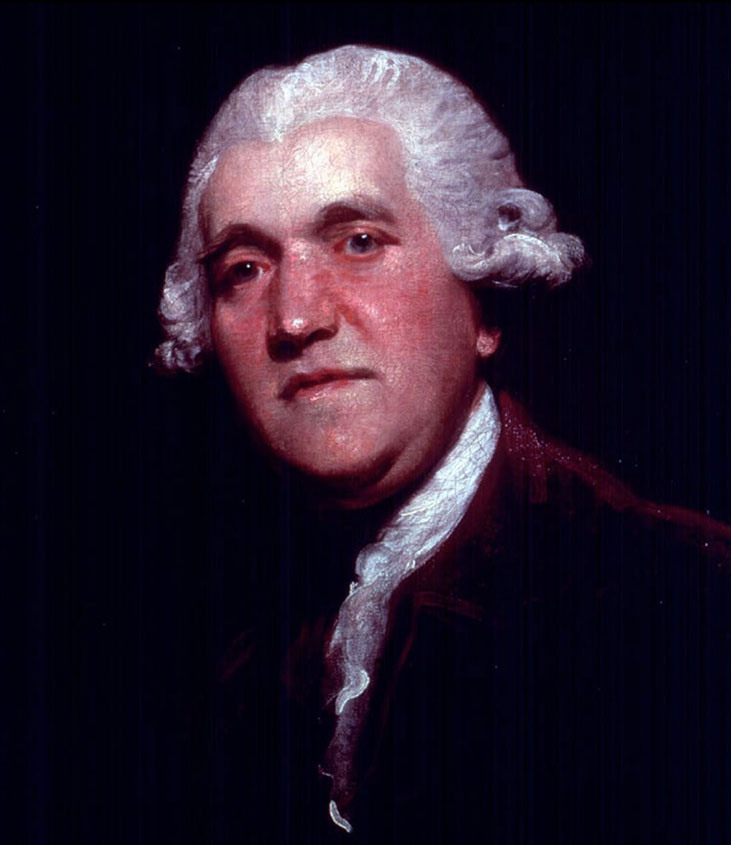
Josiah Wedgwood
overleden in 1795

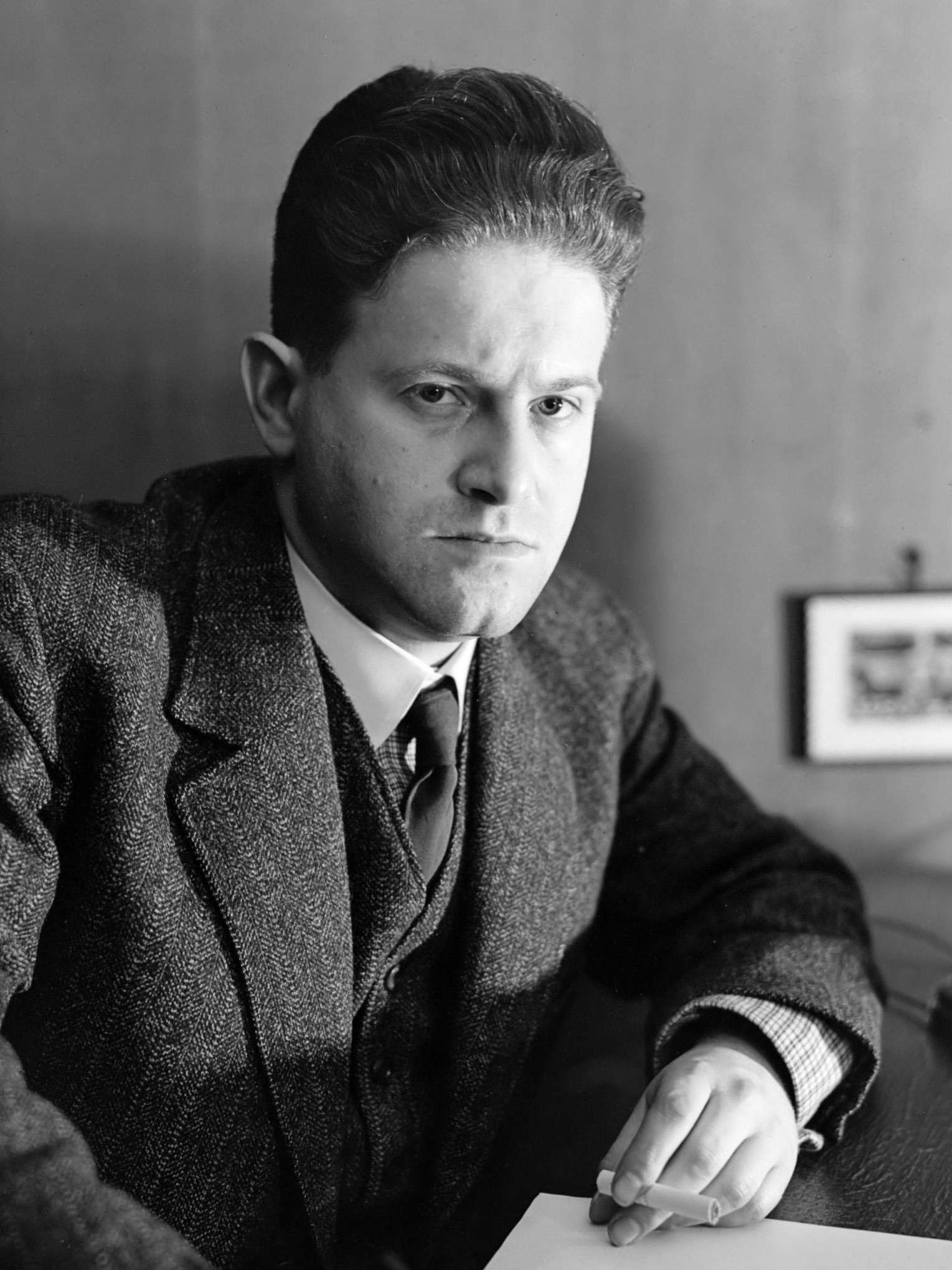
Benno Stokvis
overleden in 1977

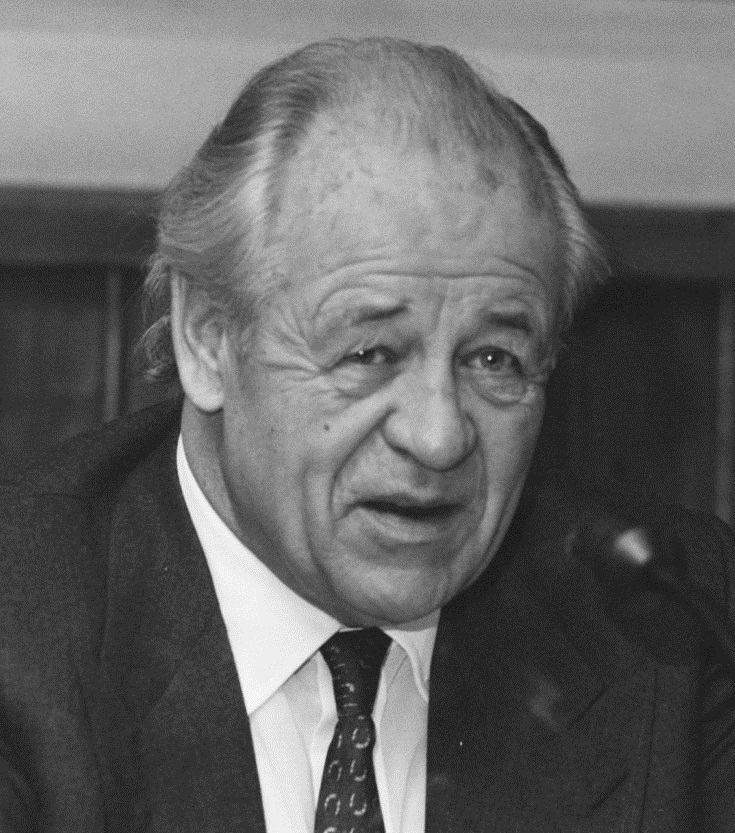
Freddy Heineken
overleden in 2002

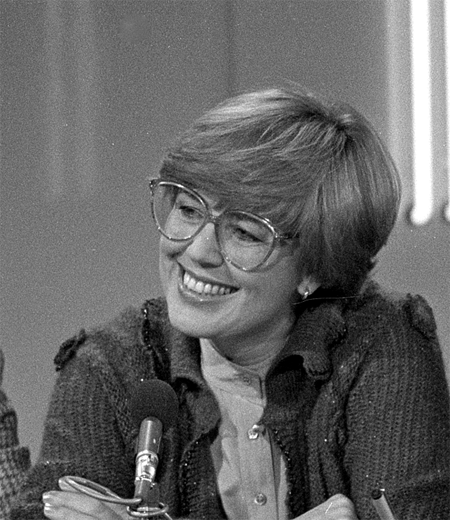
Lous Haasdijk
overleden in 2010

- 1322 - Filips V (28), Frans koning
- 1566 - Filips II van Nassau-Wiesbaden (49), graaf van Nassau-Wiesbaden
- 1641 - Jeremiah Horrocks (23), Engels astronoom
- 1670 - George Monck (61), Engels militair
- 1673 - Cornelis de Jager, Nederlands priester en exorcist
- 1785 - Baldassare Galuppi (78), Italiaans componist
- 1795 - Josiah Wedgwood (64), Engels pottenbakker
- 1826 - Louis Gabriel Suchet (55), vanaf 1813 hertog van Albufera
- 1868 - Moritz Hauptmann (75), Duits componist
- 1875 - Pierre Larousse (57), Frans redacteur en encyclopedist
- 1903 - James Wimshurst (70), Engels uitvinder, technicus en scheepsbouwmeester
- 1912 - Jakob Amsler-Laffon (88), Zwitsers wiskundige, natuurkundige, ingenieur, uitvinder en fabrieksstichter
- 1923 - Jaroslav Hašek (39), Tsjechisch schrijver
- 1924 - Felipe Carrillo Puerto (51), Mexicaans revolutionair
- 1933 - Wilhelm Cuno (56), Duits politicus
- 1933 - Jack Pickford (36), Amerikaans acteur
- 1934 - Eugène Beyens (78), Belgisch diplomaat en minister
- 1936 - Jorge Brown (55), Argentijns voetballer
- 1936 - Jules Destrée (72), Belgisch politicus en schrijver
- 1943 - Walter James (79), premier van West-Australië
- 1945 - Edgar Cayce (67), Amerikaans helderziende
- 1946 - William Joyce (39), Amerikaans nazi-propagandist
- 1948 - Kaiser Marshall (48), Amerikaans jazzmusicus
- 1955 - Reginald Fenning (69), Brits roeier
- 1956 - A.P.F.A.J. Albarda (55), Nederlands burgemeester
- 1956 - Aleksandr Gretsjaninov (91), Russisch componist
- 1956 - Arturo Tosi (84), Italiaans kunstschilder
- 1956 - Joseph Wirth (76), Duits rijkskanselier
- 1957 - Frans van der Togt (66), Nederlands architect
- 1959 - Ed Cuffee (56), Amerikaans jazzmusicus
- 1959 - Edwin Muir (71), Brits dichter
- 1960 - Victor Sjöström (80), Zweeds acteur en filmregisseur
- 1960 - Constance Spry (73), Brits publiciste
- 1962 - Willem Maurits de Brauw (85), Nederlands jurist
- 1962 - Gerard Tichelman (68), Nederlands koloniaal bestuurder
- 1963 - Oskar Back (83), Hongaars-Nederlands violist
- 1965 - Erwin Gohrbandt (74), Duits medicus en hoogleraar
- 1966 - Auguste Olislaeger (48), Belgisch politicus
- 1967 - Reginald Punnett (91), Brits geneticus
- 1967 - Jack Ruby (55), Amerikaans nachtclubeigenaar, moordenaar Lee Harvey Oswald
- 1968 - Jules Van Paemel (71), Belgisch architect en kunstenaar
- 1970 - Gladys Aylward (67), Brits Protestants zendelinge
- 1970 - Suzanna Elisabeth Kneppelhout (80), Nederlands kunstschilder
- 1970 - Paul Sigmund (77), Tsjechisch componist, muziekpedagoog en dirigent
- 1971 - Karl Grobbel (74), Oost-Duits politicus
- 1971 - Max Prinsen (71), Nederlands politicus
- 1972 - Polydoor Gentil Holvoet (71), Belgisch politicus
- 1972 - Frans Masereel (82), Belgisch houtsnijkunstenaar
- 1973 - Christine van Meeteren (87), Nederlands actrice
- 1974 - Gino Cervi (72), Italiaans acteur
- 1975 - Richard De Bodt (66), Belgisch oorlogsmisdadiger
- 1975 - Robert Neumann (77), Oostenrijks schrijver
- 1975 - René Thomas (47), Belgisch jazzgitarist
- 1976 - John Ainsworth-Davis (80), Welsh atleet
- 1976 - Irving Kaufman (85), Amerikaans zanger
- 1977 - Benno Stokvis (75), Nederlands jurist, publicist en politicus
- 1978 - Iwan Poustochkine (59), Nederlands jazzmuzikant
- 1979 - Conrad Hilton (91), Amerikaans hoteleigenaar
- 1980 - Joy Adamson (69), Brits-Oostenrijks naturalist en auteur
- 1980 - Lucien Buysse (87), Belgisch wielrenner
- 1981 - Alice van Albany (97), Brits prinses
- 1981 - Charles de Stuers (86), Nederlands kunstenaar
- 1983 - Willem Schoemaker (73), Nederlands geestelijke
- 1984 - Lionel Blomme (86), Belgisch dirigent, componist, musicus
- 1985 - Norbert Hougardy (75), Belgisch politicus
- 1985 - Tadeusz Pełczyński (92), Pools militair leider
- 1986 - William Joseph Schinstine (63), Amerikaans componist
- 1988 - Joie Chitwood (75), Amerikaans autocoureur
- 1988 - Gaston Eyskens (82), Belgisch premier
- 1988 - Howard Doc Hopkins (88), Amerikaans musicus en radiopresentator
- 1989 - Sergej Sobolev (80), Russisch wiskundige
- 1992 - Judith Anderson (94), Australisch actrice
- 1992 - Liffa Gregoriussen (87), Faeröers modeontwerpster en feministe
- 1992 - Carl McVoy (61), Amerikaans pianist
- 1992 - Herman Teunissen (77), Nederlands medicus
- 1995 - Andrija Puharich (75), Amerikaans medicus
- 1995 - Souvankham Vongkot Rattana (72), prinses van Luang Prabang
- 1996 - Ernest Soens (91), Belgisch burgemeester
- 1997 - Roger Goeb (82), Amerikaans componist
- 1997 - Cor Kee (96), Nederlands componist
- 1997 - Carlos Maere (89), Belgisch burgemeester
- 1997 - Gianfranco Pandolfini (76), Italiaans waterpolospeler
- 1999 - Frits Hirschland (50), Nederlands manager van popgroepen en platenproducer
- 1999 - Chuck Parsons (74), Amerikaans autocoureur
- 2000 - Viktor Kolotov (50), Sovjet voetballer en trainer
- 2000 - Jan Sleper (80), Nederlands kunstenaar
- 2002 - Freddy Heineken (78), Nederlands ondernemer
- 2002 - Harmen Tiddens (78), Nederlands bestuurder
- 2002 - Antonio Todde (112), Italiaans oudste man ter wereld
- 2005 - Will Eisner (87), Amerikaans comicsschrijver
- 2006 - Frank Pleyer (76), Tsjechisch componist
- 2008 - Aleksandr Abdoelov (54), Russisch acteur
- 2008 - Evert van Ballegooie (57), Nederlands diabetesarts
- 2008 - Yo-Sam Choi (33), Zuid-Koreaans bokser
- 2008 - Natasha Collins (31), Brits actrice en televisiepresentatrice
- 2008 - Werner Dollinger (89), Duits politicus
- 2008 - Herman Le Compte (78), Belgisch dokter
- 2008 - Jimmy Stewart (77), Brits autocoureur
- 2009 - Charles Camilleri (77), Maleisisch componist
- 2009 - Elly Dammers (87), Nederlands atlete
- 2009 - Luca Gelfi (42), Italiaans wielrenner
- 2009 - Pat Hingle (84), Amerikaans acteur
- 2009 - Reinier Krooshof (72), Nederlands politicus
- 2009 - Sam McQuagg (73), Amerikaans autocoureur
- 2009 - Hisayasu Nagata (39), Japans politicus
- 2009 - Pierre Van Rompaey (77), Belgisch auteur
- 2009 - Li Zuopeng (94), Chinees politicus
- 2010 - Gianni Bonichon (65), Italiaans bobsleeër
- 2010 - Mary Daly (81), Amerikaans radicaalfeministische filosofe, theologe
- 2010 - Lous Haasdijk (71), Nederlands omroepster en televisiepresentatrice
- 2010 - Tibet (Gilbert Gascard) (78), Frans striptekenaar
- 2011 - Fadil Hadžić (89), Kroatisch regisseur en toneelschrijver
- 2011 - Jill Haworth (65), Brits Amerikaans actrice
- 2011 - Zbigniew Jaremski (61), Pools atleet
- 2011 - Alfred Proksch (102), Oostenrijks atleet
- 2011 - Yosef Shiloach (69), Israëlisch acteur
- 2012 - Josef Škvorecký (87), Tsjechisch-Canadees schrijver, vertaler en uitgever
- 2012 - Emile den Tex (93), Nederlands geoloog
- 2013 - Ferdel Schröder (65), Belgisch politicus
- 2013 - Burry Stander (25), Zuid-Afrikaans mountainbiker
- 2014 - Phil Everly (74), Amerikaans zanger en muzikant
- 2014 - Alicia Rhett (98), Amerikaans actrice
- 2014 - Leon de Wolff (65), Nederlands journalist, mediaconsultant en onderzoeker
- 2014 - Saul Zaentz (92), Amerikaans filmproducent en Oscarwinnaar
- 2015 - Edward Brooke (95), Amerikaans politicus
- 2015 - Henk Ebbinge (65), Nederlands voetballer
- 2015 - Roger Kitter (65), Brits acteur en komiek
- 2015 - Bernice Madigan (115), Amerikaans supereeuwelinge
- 2015 - Jouko Törmänen (60), Fins schansspringer
- 2016 - Klaas Bakker (89), Nederlands voetballer
- 2016 - Paul Bley (83), Canadees pianist
- 2016 - Peter Naur (87), Deens computerwetenschapper
- 2016 - Frans Winkel (89), Nederlands burgemeester
- 2016 - Johan Wolder (93), Nederlands hoorspelacteur en -regisseur
- 2017 - Jaap Bethlem (92), Nederlands neuroloog
- 2017 - Ben Bos (86), Nederlands grafisch ontwerper
- 2017 - Igor Volk (79), Sovjet-Russisch astronaut
- 2018 - Gaby Dirne (86), Nederlands musicus en componist
- 2018 - Willy Hijmans (96), Nederlands hoogleraar
- 2019 - Radamel García (61), Colombiaans voetballer
- 2019 - Christine de Rivoyre (97), Frans schrijfster en journaliste
- 2020 - Christopher Beeny (78), Brits acteur
- 2020 - Nathaël Julan (23), Frans voetballer
- 2020 - Qassem Soleimani (63), Iraans generaal
- 2021 - Yvonne Brill (78), Nederlands schrijfster
- 2021 - Roger Hassenforder (90), Frans wielrenner en gastronoom
- 2021 - Gerry Marsden (78), Brits zanger
- 2021 - Heleen Visser-van der Weele (68), Nederlands politicus
- 2022 - Igor Bogdanoff (72), Frans televisiepresentator
- 2022 - Viktor Sanjejev (76), Sovjet-Russisch/Georgisch atleet
- 2023 - Alberto Borin (82), Belgisch politicus
- 2023 - Walter Cunningham (90), Amerikaans astronaut
- 2023 - Nicolás Redondo Urbieta (95), Spaans politicus
- 2024 - René Metge (82), Frans rallyrijder en -organisator
- 2024 - Rosie Reyes (84), Mexicaans-Frans tennisspeelster
- 2024 - Jan Smet (78), Belgisch schrijver en archivaris
- 2025 - Willem van Kooten (83), Nederlands radiomaker en diskjockey
- 2025 - Guus Luijters (81), Nederlands schrijver en journalist
- 2025 - Peter Schaap (78), Nederlands zanger en schrijver
- 2025 - Gilbert Van Binst (73), Belgisch voetballer
- 2025 - Brenton Wood (83),  Amerikaans zanger en songwriter

## Viering/herdenking
- Rooms-Katholieke kalender:

Zoete Naam Jezus

  - Zoete Naam Jezus (1721) - Vrije Gedachtenis
  - Heilige Adalardus van Huise, abt († 827) - Gedachtenis in Bisdom Gent en Bisdom Brugge
  - Heilige Genoveva van Parijs († 502), kloosterlinge
  - Heilige Giuseppe Maria Tomasi, theoloog
  - Heilige Bertildis (Bertilia) († c. 687), kloosterstichtster
  - Heilige Florentius van Wenen († c. 275)
  - Heilige Paus Anterus († 236)

## Weerextremen

### Nederland
| | Officiële records | Officiële records | Officiële records |      | Landelijke records             | Landelijke records | Landelijke records |
| Gebeurtenis | Jaar              | Extreem           | Locatie           | Jaar | Extreem                        | Locatie            | |
| --- | ----------------- | ----------------- | ----------------- | ---- | ------------------------------ | ------------------ | --- |
| Laagste etmaalgemiddelde temperatuur (°C) | 1908              | −9,8              | De Bilt           |      | 1908                           | −10,5              | Maastricht |
| Hoogste etmaalgemiddelde temperatuur (°C) | 1932, 1948        | 10,6              | De Bilt           |      | 1948                           | 11,3               | Maastricht |
| Laagste minimumtemperatuur (°C) | 1979              | −17,7             | De Bilt           |      | 1979                           | −17,9              | Deelen |
| Hoogste minimumtemperatuur (°C) | 1932              | 10,2              | De Bilt           |      | 1948                           | 10,7               | Maastricht |
| Laagste maximumtemperatuur (°C) | 1941              | −5,4              | De Bilt           |      | 1993                           | −7,8               | Nieuw Beerta |
| Hoogste maximumtemperatuur (°C) | 2014              | 12,2              | De Bilt           |      | 2014                           | 13,2               | Eindhoven |
| Hoogste uurgemiddelde windsnelheid (m/s) | 1976              | 17,0              | De Bilt           |      | 1976                           | 33,4               | IJmuiden |
| Hoogste windstoot (m/s) | 1976              | 32,9              | De Bilt           |      | 2012                           | 48,0               | IJmuiden |
| Langste zonneschijnduur (uur) | 1993              | 6,9               | De Bilt           |      | 1946, 1974 1993 2002 2009 2010 | 7,0                | Maastricht Arcen, Maastricht, Volkel, Westdorpe, Wilhelminadorp Arcen, Ell, Maastricht, Vlissingen Maastricht Vlissingen, Westdorpe |
| Langste neerslagduur (uur) | 1983              | 15,6              | De Bilt           |      | 1983                           | 18,7               | Deelen |
| Hoogste etmaalsom van de neerslag (mm) | 1944              | 21,4              | De Bilt           |      | 2003                           | 24,7               | Arcen |
| Laagste etmaalgemiddelde relatieve vochtigheid (%) | 1908              | 57                | De Bilt           |      | 1908                           | 41                 | Maastricht |
| Laagste uurwaarde luchtdruk op zeeniveau (hPa) | 1961              | 977,0             | De Bilt           |      | 1961                           | 975,0              | Leeuwarden |
| Hoogste uurwaarde luchtdruk op zeeniveau (hPa) | 1909              | 1040,8            | De Bilt           |      | 2019                           | 1041,4             | Westdorpe |
| Officiële records worden altijd gemeten op het KNMI-weerstation in De Bilt. Landelijke records kunnen worden gemeten op elk officieel KNMI-weerstation in Nederland. |                   |                   |                   |      |                                |                    | |

Uitzonderlijke gebeurtenissen
- 1908 - Landelijk maandrecord laagste etmaalgemiddelde relatieve vochtigheid in % van januari gemeten in Maastricht: 41. Samen met 15 januari 1991
- 1953 - Officieel laagste minimumtemperatuur in °C van het jaar gemeten in De Bilt: −8,1
- 1976 - Landelijk maandrecord hoogste uurgemiddelde windsnelheid in m/s van januari gemeten in IJmuiden: 33,4
- 1979 - Officieel laagste minimumtemperatuur in °C van het jaar gemeten in De Bilt: −17,7
- 1993 - Officieel laagste minimumtemperatuur in °C van het jaar gemeten in De Bilt: −10,3
- 2012 - Landelijk maandrecord hoogste windstoot in m/s van januari gemeten in IJmuiden: 48,0
- 2024 - Officieel hoogste minimumtemperatuur in °C van januari dit jaar gemeten in De Bilt: 8,0 (voorlopig)
- 2024 - Landelijk hoogste minimumtemperatuur in °C van januari dit jaar gemeten in Vlissingen en Westdorpe: 8,4 (voorlopig). Samen met 2 en 4 januari
- 2024 - Landelijk hoogste uurgemiddelde windsnelheid in m/s van het jaar gemeten in Vlieland: 24,0 (voorlopig). Samen met 2 januari
- 2024 - Landelijk hoogste uurgemiddelde windsnelheid in m/s van januari dit jaar gemeten in Vlieland: 24,0 (voorlopig). Samen met 2 januari

### België
Dagrecords
- 1997 - Laagste etmaalgemiddelde temperatuur −8,2 °C
- 1948 - Hoogste etmaalgemiddelde temperatuur 11,3 °C
- 1908 - Laagste minimumtemperatuur −12,8 °C
- 1998 - Hoogste maximumtemperatuur 12,7 °C
- 1925 - Hoogste etmaalsom van de neerslag 32,7 mm

Uitzonderlijke gebeurtenissen
- 1978 - Hevige onweders over hele land. Veel schade in verschillende streken.
- 2012 - Hevige wind en regen, vooral in Vlaanderen aan de kuststreek. Beperkte schade. Storm treft ook Nederland (Friesland, Noord-Holland).
- 2014 - In Bierset (Grâce-Hollogne) wordt er een windstoot gemeten van 104 km/u. Tijdens onweersbuien wordt een windhoos gezien tussen Zaventem en Meise en een andere in Mechelen.
- 2024 - Een windhoos richt ernstige schade aan in Sint-Katelijne-Waver en in Putte.[21]

<< · 1 · 2 · 3 · 4 · 5 · 6 · 7 · 8 · 9 · 10 · 11 · 12 · 13 · 14 · 15 · 16 · 17 · 18 · 19 · 20 · 21 · 22 · 23 · 24 · 25 · 26 · 27 · 28 · 29 · 30 · 31 · >>